# Oziroe arida
Oziroe arida är en sparrisväxtart som först beskrevs av Eduard Friedrich Poeppig, och fick sitt nu gällande namn av Franz Speta. Oziroe arida ingår i släktet Oziroe och familjen sparrisväxter. Inga underarter finns listade i Catalogue of Life.